# Hrvatska Poljana
Hrvatska Poljana je naselje u općini Tuzla, Federacija BiH, BiH. Upravno pripada naselju Poljani i pripada župi Morančanima, kojoj još pripadaju naselja: Morančani, Ljubače, Breze i Kiseljak.

## Povijest
Poljana je od 1856. dio župe u Morančanima, župe koja je te godine odvojena od Tuzle.
Hrvatska Poljana je zajednica u Kiseljaku kod Tuzle. U njoj je podosta osoba čiji su preci došli iz Italije. Dio doseljenika naselio se u rubnim dijelovima Tuzle, a jedna obitelj (Piccolotti) na područje Kiseljaka. Doseljenici su inicirali izgraditi crkvu. Prema sačuvanoj predaji, jer arhivskih podataka nema, sagradili su ju mjesni Talijani. Sagrađena je crkvica, koja je zbog dotrajalosti materijala više puta bila obnavljana. Za Austro-Ugarske u Hrvatskoj Poljani prema Bistarcu bio je ucrtan put, koji je bio korišten i za motorna vozila sve do 1960-ih, nakon čega je zapušten. 1985. je uređivan, a pokušaj gradnje mosta preko Jale zapeo je zbog imovinsko-pravnih odnosa i nezainteresiranosti lokalne vlasti.
U Austro-Ugarskoj nosila ime Poljana Katolička. 1927. godine prvim Zakonom o općinama za BiH, Hrvatska Poljana našla se u Tuzlanskom srezu u općini Bokavić, u kojoj su bila naselja Bokavić, Poljana Katolička, Poljana Turska, Poljana Ševar.
1972. godine mještani Hrvatske Poljane su radi izgradnje groblja skupili novac i otkupili parcelu od Petra Mišića. 1973. godine bio je prvi ukop na novoosnovanom groblju. Pod imenom sv. Josipa Radnika je od 1974. godine. Prva je kapela napravljena 1980., a nova 2010. godine za vrijeme župnika Josipa Joze Batinića.
Katoličko groblje često je bilo na meti vandala. Prvi je bio 2007. kad su uhićeni počinitelji. Od 27. prosinca 2013. do 9. siječnja 2014. u Hrvatskoj Poljani triput je oskrnavljeno katoličko groblje. Nepoznati počinitelji oskrnavili su grobove, kipovi, vaze. Dnevni avaz je prenio vijest o tom napadu na baštinu tuzlanskih Hrvata, jednom od niza pritisaka Hrvata tog dijela Federacije BiH u godinu dana. Zanimljivi dio vijesti je što je to prenijela srpska agencija Srna, a ne probošnjačka agencija Anadolija niti hrvatska HINA.
Poljana je danas dio Mjesne zajednice Kiseljak.

## Promet
Prometnica Hrvatska Poljana - Bistarac je na granicama općina Lukavca (MZ Bistarac Donji, MZ Bokavići) i Tuzle (MZ Kiseljak). Ovu je dionicu ucrtala još Austro-Ugarska. Jedan je od najstarijih putnih pravaca u ovom dijelu Soli. Do 1960-ih koristio se i za motorna vozila. Put je zapostavljen razvijanjem Tuzle i Lukavca. Protjekom vremena postao je samo pješački put i na kraju je ova dionica u potpunosti zarasla.  Mještani Hrvatske Poljane, Kiseljaka i Bistarca još 1985. su na radnim akcijama sprovedenih tijekom pet subota i nedjelja na trasi dugoj 800 metara. Pripomogli su im i vojnici iz vojarne Husinska buna i brigadiri s Akcije Tuzla 85. Namjeravalo se sagraditi i most na rijeci Jali, no ta ideja nikada nije zaživjela jer dvije mjesne zajednice nisu bile zainteresirane i zbog imovinsko-pravnih odnosa koje su zaustavile gradnju. Teren je tako ostao zapušten više od 30 godina. Uz to ga je svake godine plavila rijeka Jala i rječica Mlaka i stalno su nanosile novo smeće. Pomaci su uslijedili 2014. potpisanim ugovorom s Ministarstvo prostornog uređenja i zaštite okoliša Županije Soli i na proljeće 2015. prišlo se realizaciji. Sljedećih se godina osim 2018. mnogo radilo i unijelo truda s obzirom na desetljećima plavljeni zapušteni teren. U prvom je projektu očišćena Mlaka, koja je veliki deponij. Uređenju su pridonijeli i volonteri UG Modrac (projekt Uređenja zelenih površina u MZ Kiseljak).
U Hrvatskoj Poljani je bila zadnja autobusna postaja GIPS-a, autobusne linije br. 14. Postaja je nasilno ukinuta.

## Kultura
U Hrvatskoj Poljani je crkva sv. Dominika.
Mjesno groblje je katoličko groblje Sv. Josipa Radnika, koje je na teritoriju župe Morančani.
2017. godine kroz nekoliko radnih akcija mještani su pošli u projekt obnove i izgradnju ograde ograde crkvenog dvorišta. Prvi dio ograde, na kojoj je kapija, mještani su radili 2016. jer je bila u lošem stanju. Prije je bila ozidana kamenom i urešena drvom. Drvnu građu godinama su izjedali vanjski utjecaji. Pristupilo se zamjeni drvne građe. 2017. godine započeti su radovi radi zamjene ograde i na ostalim stranama crkvenog dvorišta.
Izvođači izvorne glazbe Šimo Žepić, Ivo Grgić i Muhamed Borogovac snimili su pjesmu o Hrvatskoj Poljani.

## Poznate osobe
Poljana je dala mnoge poznate svirače i pjevače:
- Ivan Božić[17]
- Mato Matija Marković, violinist[17]
- Stjepan Marković, gitarist[17]
- Tunjo Marković, hrv. pjesnik[17]
- Tunjo Marković,  svirač šargije[17]
- Obitelj Iveljić poznata je po sviračima šargija, a jedan od najpoznatijih je Ivo Iveljić.[17]
- Obitelj Crvenković poznata je po sviračima violine i šargije, a jedan od poznatih i živih svirača violine u Hrvatskoj Poljani je Ivo Crvenković.[17]
- Obitelj Božić poznata je po sviračima, jedini aktivni je Marinko Božić.[17]
- Bono Pejić, glazbenik[17]
- Rinaldo Pikoloti, bh. reprezentativac u borilačkim športovima, danas trener u klubu borilačkih športova Favorit BH iz Bihaća, trener bh. juniorske reprezentacije[17]

## Galerija
- Crkva sv. Dominika u Hrvatskoj Poljani. Foto: Danijel Marković
- Panorama Hrvatske Poljane. Snijeg još kopni.

## Vanjske poveznice
- Hrvatska poljana
- Facebook Sv. Dominik u Hrvatskoj poljani, Cvjetnica 2016.
- YouTube Put Hrvatska Poljana - Bokavići, Datum objavljivanja: 8. ožu 2017., kanal Danijel Markovic, Licenca Creative Commons s atribucijom (ponovna upotreba dopuštena)
- Facebook Poljana
- Dnevnik.ba  Arhivirana inačica izvorne stranice od 21. ožujka 2019. (Wayback Machine) Iskrčen dio puta između Hrvatske Poljane i Bokavića, 9. rujna 2017.
- YouTube Zimska panorama - Hrvatska Poljana 10.1.2019, kanal Danijel Markovic,